# Tapuruia jolyi
Tapuruia jolyi là một loài bọ cánh cứng trong họ Cerambycidae.